# جامعة العلوم والتكنولوجيا في الصين
جامعة العلوم والتكنولوجيا في الصين (بالصينية: 中国科学技术大学)، هي جامعة دولية عامة تقع في خفي، الصين.

## الروابط الخارجية
1. ↑  مُعرِّف قاعدة بيانات البحث العالمية (GRID): grid.59053.3a.
2. ↑  مذكور في: Open Funder Registry. الوصول: 7 ديسمبر 2017. مُعرِّف الغرض الرَّقميُّ (DOI): 10.13039/501100009076.
3. ↑  مُعرِّف قاعدة بيانات البحث العالمية (GRID): grid.484710.e.
4. ↑  "معلومات عن جامعة العلوم والتكنولوجيا في الصين على موقع grid.ac". grid.ac. مؤرشف من الأصل في 2019-06-05.
5. ↑  "معلومات عن جامعة العلوم والتكنولوجيا في الصين على موقع ido.ringgold.com". ido.ringgold.com. مؤرشف من الأصل في 2020-10-30.
6. ↑  "معلومات عن جامعة العلوم والتكنولوجيا في الصين على موقع id.loc.gov". id.loc.gov. مؤرشف من الأصل في 2020-10-30.

- الموقع الرسمي
- الموقع الرسمي
- History of the USTC